# Archisotoma martae
Archisotoma martae är en urinsektsart som beskrevs av Fjellberg och Jucevica 2000. Archisotoma martae ingår i släktet Archisotoma, och familjen Isotomidae. Arten är reproducerande i Sverige.